# Argyrodes levuca
Argyrodes levuca là một loài nhện trong họ Theridiidae.
Loài này thuộc chi Argyrodes. Argyrodes levuca được Embrik Strand miêu tả năm 1915.